# Psoraleococcus quercus
Psoraleococcus quercus är en insektsart som först beskrevs av Cockerell 1896.  Psoraleococcus quercus ingår i släktet Psoraleococcus och familjen Lecanodiaspididae. Inga underarter finns listade i Catalogue of Life.